# Puma GTS
Automóvel conversível da marca Puma, com carroceria em fibra em vidro e mecânica Volkswagen, produzido no Brasil entre 1973 e 1980.
O volume de produção do GTS foi de 7.077 unidades.
Da mesma forma que o Puma GTE (do qual é derivado) foi exportado para vários paises.

## Ficha Técnica

### Motor
- Motor de combustão interna, 4 tempos, 4 cilindros opostos, dispostos 2 a 2 horizontalmente (boxer). Montado na parte traseira do veículo (refrigeração a ar).
- Motor 1600: 1584 cm³, 70HP (52,2 KW) e 12,3kgm.

### Desempenho
- 0 a 100 km/h em 15 segundos;
- Aproximadamente 155 km/h;
- 13,1 km/l em média.